# Archicotylus planus
Archicotylus planus is een platworm (Platyhelminthes). De worm is tweeslachtig. De soort leeft in het zoete water van het Baikalmeer. 
Het geslacht Archicotylus, waarin de platworm wordt geplaatst, wordt tot de familie Dendrocoelidae gerekend. De wetenschappelijke naam van de soort werd, als Sorocelis plana, voor het eerst geldig gepubliceerd in 1903 door Sabussow.

## Synoniem
- Sorocelis rosea Sabussow, 1903[1]